# العلاقات الجيبوتية الرومانية
العلاقات الجيبوتية الرومانية هي العلاقات الثنائية التي تجمع بين جيبوتي ورومانيا.

## مقارنة بين البلدين
هذه مقارنة عامة ومرجعية للدولتين:
| وجه المقارنة                                              | جيبوتي                    | رومانيا                                                                               |
| --------------------------------------------------------- | ------------------------- | ------------------------------------------------------------------------------------- |
| المساحة (كم2)                                             | 23.20 ألف                 | 238.40 ألف                                                                            |
| عدد السكان (نسمة)                                         | 956.99 ألف                | 19.59 مليون                                                                           |
| الكثافة السكانية (ن./كم²)                                 | 41.25                     | 82.17                                                                                 |
| العاصمة                                                   | جيبوتي                    | بوخارست                                                                               |
| اللغة الرسمية                                             | لغة فرنسية، اللغة العربية | اللغة الرومانية                                                                       |
| العملة                                                    | فرنك جيبوتي               | ليو روماني                                                                            |
| الناتج المحلي الإجمالي (بليون دولار)                      | 1.84 مليار                | 211.80 مليار                                                                          |
| الناتج المحلي الإجمالي (تعادل القوة الشرائية) بليون دولار | 3.10 مليار                | 465.56 مليار                                                                          |
| الناتج المحلي الإجمالي الاسمي للفرد دولار أمريكي          | 1.95 ألف                  | 9.47 ألف                                                                              |
| الناتج المحلي الإجمالي للفرد دولار أمريكي                 | 3.27 ألف                  | 23.63 ألف                                                                             |
| مؤشر التنمية البشرية                                      | 0.470                     | 0.793                                                                                 |
| رمز المكالمات الدولي                                      | +253                      | +40                                                                                   |
| رمز الإنترنت                                              | .dj                       | .ro                                                                                   |
| المنطقة الزمنية                                           | ت ع م+03:00               | ت ع م+02:00، ت ع م+03:00، أوروبا/بوخارست ‏، توقيت شرق أوروبا، توقيت شرق أوروبا الصيفي ‏ |

## منظمات دولية مشتركة
يشترك البلدان في عضوية مجموعة من المنظمات الدولية، منها:
| علم المنظمة | اسم المنظمة                        | تاريخ انضمام جيبوتي | تاريخ انضمام رومانيا |
| ----------- | ---------------------------------- | ------------------- | -------------------- |
|             | مؤسسة التنمية الدولية              | 1 أكتوبر 1980       | 12 أبريل 2014        |
|             | يونسكو                             | 31 أغسطس 1989       | 27 يوليو 1956        |
|             | مؤسسة التمويل الدولية              | 1 أكتوبر 1980       | 23 سبتمبر 1990       |
|             | منظمة حظر الأسلحة الكيميائية       | ?                   | ?                    |
|             | الأمم المتحدة                      | 20 سبتمبر 1977      | 14 ديسمبر 1955       |
|             | الاتحاد الدولي للاتصالات           | 22 نوفمبر 1977      | 9 فبراير 1866        |
|             | منظمة الشرطة الجنائية الدولية      | ?                   | ?                    |
|             | البنك الدولي للإنشاء والتعمير      | 1 أكتوبر 1980       | 15 ديسمبر 1972       |
|             | الاتحاد البريدي العالمي            | ?                   | ?                    |
|             | وكالة ضمان الاستثمار متعدد الأطراف | 12 يناير 2007       | 10 سبتمبر 1992       |
|             | منظمة التجارة العالمية             | ?                   | 1995                 |

## وصلات خارجية
- موقع وزارة الخارجية الرومانية